# Détroit de San Juanico
Le détroit de San Juanico est un détroit de l'océan Pacifique baignant les côtes des Philippines. Long de 24 km et large d'à peine 2 km par endroits, il sépare l'île de Leyte au sud-ouest de celle de Samar au nord-est, en faisant communiquer la mer de Samar au nord-ouest et le golfe de Leyte au sud-est. Il est parsemé de quelques îles (Santa Rita, Anajao, Nababuy, Torre, Pangabaton, Dampigan, Sagasumbut, Cangon, Kabalawan) et traversé depuis 1973 par le pont San Juanico.

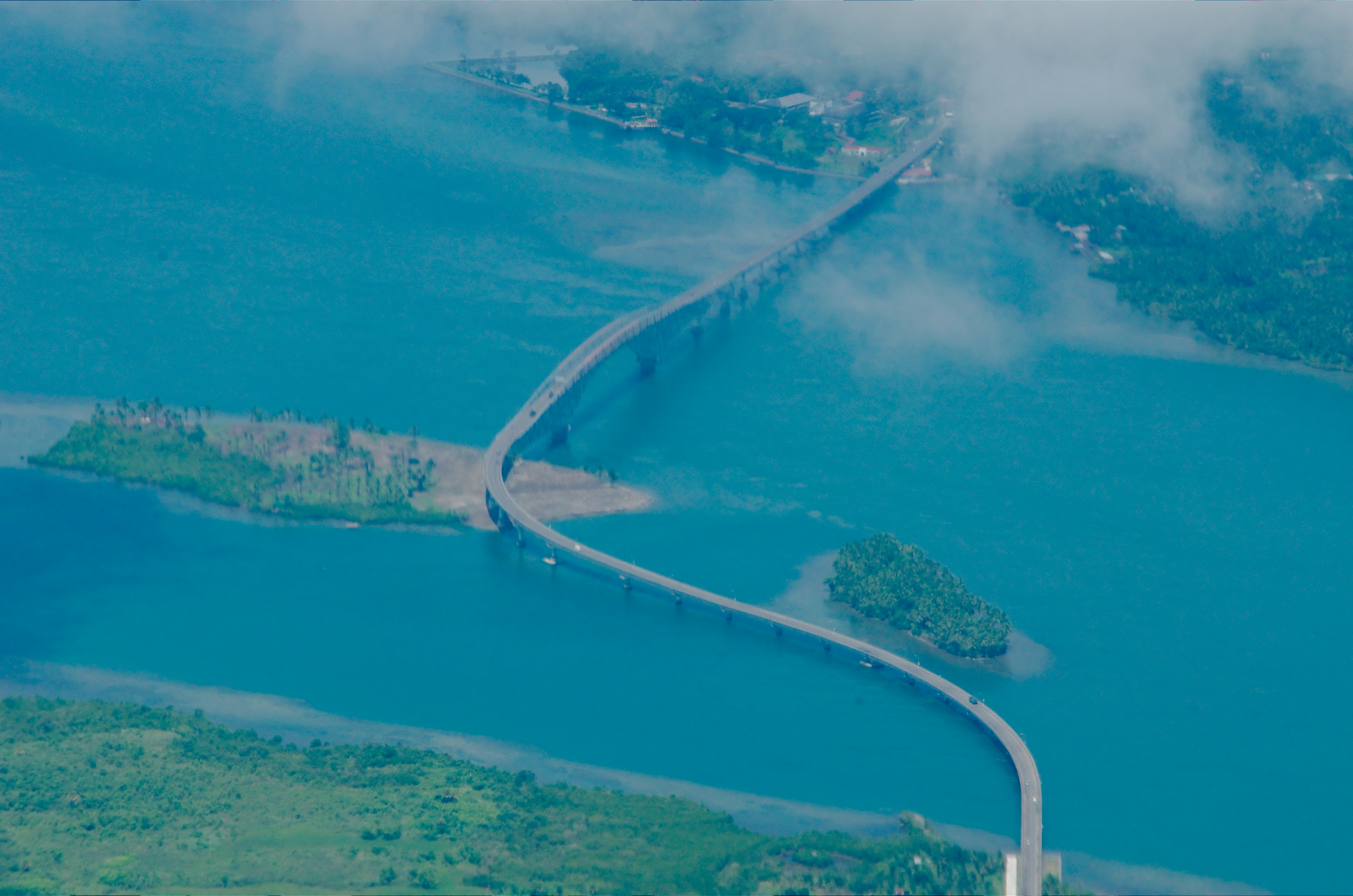
Le pont de San Juanico vu du ciel.